# 蔡英典
蔡英典，台湾影视出品人、制作人、媒体专家，从事广告及影视剧制作行业20余年，历任台湾瑞丰影视集团董事长，台湾移动媒体科技公司董事长。策划制作电视剧《笨小孩》、《情定爱琴海》、《新蜀山剑侠》、《金大班的最后一夜》等影视作品。

## 主要影视作品
1999年，电影《黑暗之光》。
2000年，中视八点档24集连续剧《笨小孩》，主演：邱心志、刘雪华、归亚蕾。
2000年，华视八点档40集连续剧《烟雨江南》，主演：萧淑慎、黄维德、李李仁、窦智孔、王皓、刘雪华。
2001年，华视八点档40集连续剧《新蜀山剑侠》，主演：洪金宝、马景涛、陈德容、李立群、姜大卫、刘雪华、钱小豪、李婷宜。
2002年，民视八点档108集连续剧《情义》，主演：岳翎、黄少祺。
2002年，民视12集单元连续剧《双面教父》 主演：窦智孔、徐敏。
2003年，民视148集八点档连续剧 《日正当中》，主演：张晨光、张琼姿。
2004年，華視40集连续剧《情定爱琴海》，主演：蔡琳、苏有朋、何润东、傅艺伟。
2006-2008年，台视410集八点档连续剧《神机妙算刘伯温》，主演：黄少祺、陳亚兰、霍正奇、简沛恩。
2013年，监制上海新文化传媒出品之《妈妈你到底在哪里》，主演：张玉嬿、陈紫函、任东霖。
2014年，监制上海西岸影视出品之《产科男医生》，主演：李小璐、贾乃亮、郭凯敏、马苏。
2016年，制作乐视生态自制大剧《尸语者》。
2017年，制作乐视生态自制大剧《整容液》、《那一场呼啸而过的青春》、《推理笔记》，年度网台大剧《策天阙》。

## 荣誉
1999年，电影《黑暗之光》获得第十二届东京国际电影节最佳影片奖、青年导演金奖及亚洲电影奖，第三十六届金马奖最佳剪辑、最佳原著剧本、观众票选最佳影片、评审团特别奖，并入围第五十二届法国戛纳电影节导演双周项目。
2001年，《笨小孩》：金钟奖连续剧最佳男主角奖。
2001年，《烟雨江南》金钟奖连续剧导演奖、编剧奖、男配角、女主角四项提名，台湾媒体观察教育基金会推荐为优质节目。
2002年，电视剧《情义》，获金钟奖最佳剪辑奖；
2003年，电视剧《日正当中》，AC尼尔森收视调查2003年电视剧收视总排名全年第二名。 
2004年，电视剧《日正当中》金钟奖戏剧类最佳男主角：张晨光。
2004年，电视剧《情定爱琴海》，年度唯一打进日本市场在日本播出的台湾连续剧。
2014年，电视剧《产科男医生》，荣获2014“福建省广播电视艺术奖”优秀电视剧二等奖。